# Siège du château de Kōzuki
Le siège du château de Kōzuki (上月城の戦い, Kōzuki-jō no Tatakai) se déroule en 1578 lorsque l'armée de Mōri Terumoto attaque et s'empare du château de Kōzuki situé dans la province de Harima. Kōzuki avait été pris par Toyotomi Hideyoshi l'année précédente et placé sous la garde d'Amago Katsuhisa. Lorsqu'il passe sous le contrôle des Mōri, Amago commet seppuku. Yamanaka Yukimori, loyal et héroïque général d'Amago, est capturé et tué au cours de la bataille.
La croyance populaire au Japon veut qu'Yamanaka Shikanosuke, général d'Amago, a « vendu » la vie d'Amago pour la sécurité de ses propres hommes.
Les forces Oda sont dans une telle infériorité numérique et complètement encerclées dans le château que la victoire est impossible. Yamanaka Shikanosuke envoie au général Mōri un message proposant de se rendre et offre le suicide rituel de son maître (Amago). L'offre est acceptée, Amago se suicide et ses forces se rendent.
Ce qu'il advient précisément de Yamanaka Shikanosuke après la bataille n'est pas clair. Bien que certaines sources disent qu'il meurt dans la bataille, d'autres affirment qu'il devient un vassal du seigneur ennemi, Mōri Terumoto, mais est assassiné sur l'ordre de celui-ci (avec sa nouvelle épouse).
Il convient également de noter qu'Amago Katsuhisa, le seigneur vassal d'Oda du château de Kōzuki, bien que membre de la classe des samouraïs, n'a pas d'expérience particulière ou de formation de guerrier. Oda Nobunaga est à court de seigneurs aguerris qualifiés pour tenir ses territoires, aussi Katsuhisa est-il appelé à Kōzuki en provenance de Kyoto où il étudie pour être moine bouddhiste. Katsuhisa est très jeune, dans la vingtaine, quand il meurt. Une pierre commémorative portant son nom gravé avec des inscriptions bouddhistes, se tient là où il s'est suicidé.

## Source de la traduction
- (en) Cet article est partiellement ou en totalité issu de l’article de Wikipédia en anglais intitulé « Siege of Kōzuki Castle » (voir la liste des auteurs).